# 鄣城村
鄣城村是隶属中华人民共和国山东省东平县接山镇的一个行政村，该行政村共有人口3899人，下辖鄣城、界河两自然村:256。鄣城村为先秦诸侯国鄣国国都及汉代章县县治所在地，三国之后为一般集镇，村内的鄣城故城遗址目前为东平县文物保护单位。

## 历史沿革
鄣城村内有上讫于商周时期的文化遗址，证明鄣城早在商周时期即为人类聚落。据考证，商代甲骨文卜辞中的商邑可能即在今鄣城村一带。而根据传世典籍记载，商周之时，今鄣城村一带有鄣国，鄣城为鄣国国都。鄣国原为任姓国，国君为黄帝后裔。西周时，齐国将齐太公姜尚的支孙封在鄣地，鄣国成为姜姓诸侯国。公元前664年，齐国灭鄣，鄣地后来属齐国无盐邑管辖。秦代，鄣城为薛郡无盐县所辖。西汉初年，置章县于鄣城，鄣县先后属济东国、大河郡、东平国。曹魏时期，章县撤销，鄣城仍属兖州东平国:12。北朝魏至北宋，鄣城先后属兖州东平郡、鲁郡、兖州、郓州:27-30。据出土文物判断，元朝时，鄣城属于东平路须城县鄣城镇。
明清两代鄣城均属东平州。清代，鄣城属东平州南仁寿保，1931年属于东平四区第十二鄉。1953年后属东平六区鄣城乡。1958年末人民公社运动开始后，鄣城先后属苍邱公社、接山公社。1974年，鄣城村部分居民迁往鄣城西北建立新村，仍由鄣城大队管辖，1980年，鄣城新村被命名为界河村:261。1984年公社撤销后属张河桥区障城乡，1985年撤区并乡后先后属接山乡、接山镇。

## 地理和人口
鄣城村位于接山镇东南，下辖鄣城、界河村两个自然村，其中鄣城位于大汶河北岸、泰东公路以南，距离接山镇政府驻地约5公里；界河位于泰东公路以北，距离镇政府约3.5公里。鄣城村辖境东与肥城市孙伯镇南栾村、北栾村接壤，西邻东杨郭庄、西杨郭庄，北接苍邱一村，南隔大汶河与汶上县军屯乡的戚姬村相望:255。
1992年时，鄣城村共有家庭1015户、人口3899人、耕地面积共6235亩，其中自然村鄣城村有人口3406人，界河村人口493人。:261

## 交通和教育
泰东公路东西向穿过鄣城村北部。县级道路徐鄣线南起鄣城，连接徐坦村与鄣城村:49。
目前村内有鄣城小学一所小学。接山乡第二中学曾设于鄣城村:255。

## 文物古迹

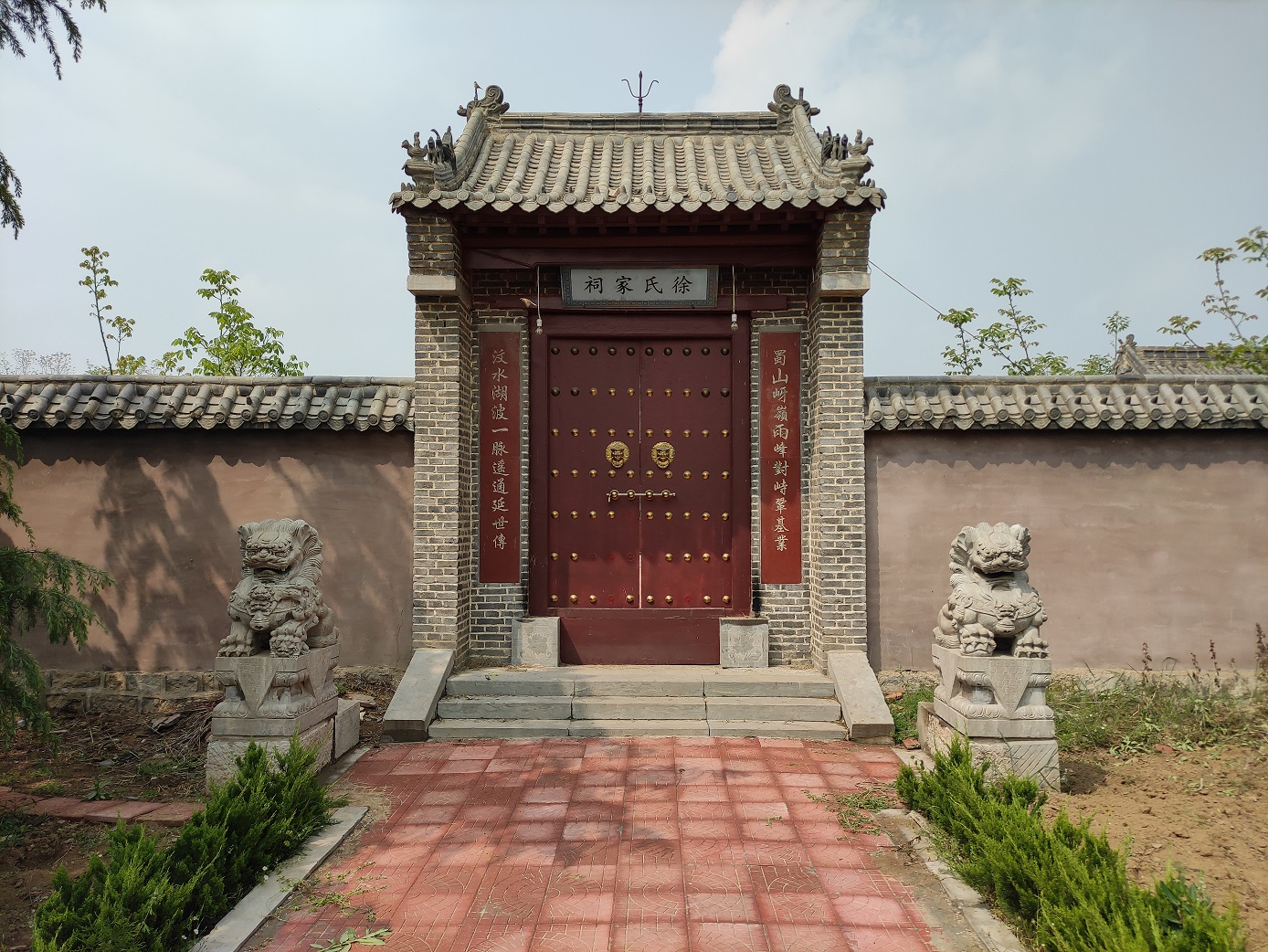
徐氏家庙，位于鄣城村东南

鄣城村村内有众多文物古迹，如鄣城故城、徐氏家庙、五鸡台、玉皇庙等。鄣城村整体即位于鄣城故城遗址之上，该遗址即古鄣国、章县的遗址。遗址东西长1300米，南北宽650米，其主体文化层在地面以下50至80厘米，因大汶河流水侵蚀及人为取土而损毁严重。遗址内出土过许多文物，多数为秦汉遗物。现为东平县文物保护单位:596。
鄣城村东有徐氏家庙，系鄣城徐氏于清代所建。明洪武年间，徐姓自淮安迁入鄣城，如今鄣城村民多为徐姓，2007年徐氏族人对家庙进行了重修，目前保存完好。村东南有“五鸡台”，系一土台，传说台上可以同时听到泰安、东平、宁阳、汶上、肥城五县鸡鸣，如今仅存残迹。村北有玉皇庙，供奉玉皇大帝，明万历年间重修，玉皇庙原有雷祖殿，现已无存。
2013年6月，鄣城村曾出土一件元代碑刻，碑刻记载了本村王姓村民修建崔府君庙的故事，这是山东省境内首次有崔府君庙碑出土，该碑发现后被运送至东平博物馆保存，而碑文上所记载的崔府君庙则早已无存。